# DI Herculis
DI Herculis ist ein Doppelsternsystem vom Algol-Typ im Sternbild Herkules. Das System hat eine scheinbare Helligkeit von etwa +8,5 mag, besteht aus zwei jungen blauen Sternen der Spektralklassen B5 und B4 und ist etwa 2000 Lichtjahre entfernt.
Die Bahn der Sterne um den gemeinsamen Schwerpunkt ist stark elliptisch mit Bahnexzentrizität von 0,2. Zusammen mit einer Halbachse a von 0,496 astronomischen Einheiten sowie Sternmassen von 4,52 und 5,15 Sonnenmassen wird eine theoretische Apsidendrehung von 4,27° pro 100 Jahre erwartet. Dieser Wert setzt sich zusammen aus einem relativistischen Anteil von 2,34° pro 100 Jahre und einem klassischen Anteil von 1,93° pro 100 Jahre. Der beobachtete Wert liegt dagegen nur bei 1,04° pro 100 Jahre.
Diese Abweichung bei dem hellen Doppelstern hat intensive Untersuchungen in den letzten 30 Jahren ausgelöst. Folgende Lösungen wurden diskutiert:
- Neue Theorien zur Gravitation (siehe auch Modifizierte Newtonsche Dynamik)
- schnelle Zirkularisierung der elliptischen Bahn
- Veränderung der Apsidendrehung durch einen dritten Körper im Bahnsystem
- Anwesenheit einer zirkumstellaren Wolke zwischen den Komponenten des Doppelsternsystems mit einem gravitativen Einfluss
- Lage der Rotationsachsen der Sterne

Anhand des Rossiter-McLaughlin-Effekts konnte 2009 der Nachweis geführt werden, dass die Rotationsachsen der beiden B-Sterne annähernd in der Bahnebene des Doppelsternsystems liegen. Wird dieses in die Berechnungen der Apsidendrehung einbezogen, so verschwindet die Abweichung zwischen dem erwarteten und gemessenen Wert im Rahmen der Messungenauigkeit. Damit kann DI Herculis nicht mehr als ein Indiz für eine mögliche Falsifikation der allgemeinen Relativitätstheorie gelten.